# Costas Montis
Costas Montis (en griego: Κώστας Μόντης, n. el 18 de febrero de 1914 en Famagusta - f. el 1 de marzo del 2004 en Nicosia) fue un prolífico poeta, novelista y dramaturgo chipriota.

## Biografía
Hijo de Theodoulos Montis y Kalomoira Batista, fue el sexto y último hijo. En su juventud ocurrieron numerosas tragedias familiares, en 1922 su hermano George murió a los 21 años de tuberculosis, y su hermano Nikos murió a los 16 años de leucemia. Su madre también falleció de tuberculosis en 1926, y su padre murió de cáncer 4 años más tarde.
Luego de graduarse en el colegio secundario Pancyprian Gymnasium, estudió Derecho en la Universidad de Atenas, pero en 1937 al regresar a Chipre (en ese momento bajo control británico) no podía desempeñarse como abogado debido a que su título era griego. A pesar de ello en 1938 consiguió un empleo en la oficina contable de una compañía minera griega en Nicosia. Un mes después fue transferido a las minas de Mitsero como supervisor de las oficinas que se encontraban allí, y al mes siguiente a las minas de Kalavasos como supervisor. Un año después fue ascendido a Gerente asistente en las oficinas en Nicosia, la capital del país. Paralelamente, trabajaba como corresponsal para el periódico Eleftheria. En 1940 las minas se cerraron debido a la Segunda Guerra Mundial, y Montis trabajó como docente en la escuela de contabilidad de Morphou.
En 1942 se comprometió con su novia, de 19 años de edad, Ersi Constantinou. Ese mismo año se mudó a Nicosia y fundó, junto a Achilleas Lymbourides y Phivos Moussoulides, el primer teatro profesional de Chipre, el Lyriko. Este teatro cerró en 1944, y Montis regresó a la escuela de contabilidad en Morphou, hasta que en 1946 fue designado editor senior del periódico de la Cámara de Comercio de Chipre. Al mismo tiempo publicó, hasta 1947, el diario independiente Ελεύθερη Φωνή (Voz libre). Se casó con Ersi en 1946, y tuvieron cuatro hijos: Theodoulos, Marios, Lellos, y Stalo.
En 1948 obtuvo el cargo de editor del diario Ethnos. Luego, en 1950, se convirtió en Secretario General de la Cámara de Comercio de Chipre. Desde 1953 publicó el Cyprus Trade Journal, en griego e inglés, y entre 1956 y 1969, estuvo encargado de la sección literaria de la revista Times of Cyprus. Durante la campaña de independencia en la década de 1950, participó de la lucha como "guía político de los miembros de EOKA en Nicosia". Luego de que Chipre obtuviera su independencia, fue designado Jefe de la Oficina de Turismo, en 1961. Mantuvo este cargo hasta su retiro en 1976. Falleció el 1 de marzo de 2004 en su residencia en Nicosia.
Aquí un poema suyo sobre el fin de la vida:
Nosotros no vivimos la vida, la recorremos

Todo lo que vivimos, lo que amamos,

todo lo que dijimos nuestro,

se repetirá en nuestra ausencia con otros que lo vivirán,

otros que lo amarán, otros que lo harán suyo.

Estos versos no se completan en frío,

estos versos los completará el mercurio de la última fiebre,

estos versos los completará nuestro último delirio.

Explíquenlo al editor.

Somos guijarros que la ciudad mondó.

Una prueba tipográfica somos, amigos míos,

está sujeta, permanentemente, a correcciones

Algún día vendrá alguien que quite la línea divisoria,

con una flamante interlínea en el cielo,

o con un leve carrizo en la tierra.

## Premios y distinciones
Recibió numerosos honores y premios, entre ellos doctorados honoris causa de la Universidad de Chipre y de la Universidad de Atenas. Fue nominado al Premio Nobel en 1984, y fue designado Miembro Correspondiente en la Academia de Atenas, el honor más alto que la Academia confiere a extranjeros. En apoyo a esta nominación a la Academia de Atenas, el profesor Nicholas Konomis dijo que:

Con su ininterrumpida creación literaria durante 70 años, fue capaz de describir de forma artística los auténticos ritmos, temperatura, y la acción de las más profundas fluctuaciones históricas y emocionales del alma y aliento de Chipre y su pueblo. En su extremadamente poderosa obra registró cada vibración (erótica, social, política) de la isla, y todos los pensamientos del pueblo chipriota... hizo amplio uso de la rica tradición lingüística, histórica y cultural del Helenismo, afianzó en su obra, con una fuerza poética sin precedentes, el carácter indeleble de los más profundamente enraizados valores de la nación griega.

En 1980 fue premiado con el título de Poeta Laureado por la Academia Mundial de Artes y Cultura. El 5 de enero de 1995 le fue otorgado por el Gobierno de Chipre el Premio a la Excelencia en Letras y Artes. En su discurso la ministra de Educación y Cultura, Claire Angelidou, dijo sobre él: "Costas Montis no es simplemente un gran poeta de Chipre. Es el más destacó de los poetas vivos griegos". En 2004 el presidente de Chipre, Tassos Papadopoulos, erigió un busto de Costas Montis en Nicosia, cerca de la Plaza Eleftheria. Enseguida otro de sus poemas:
Si fuera pintor

sólo querría pintar

esas nubecitas de plumas

en el cielo azul,

diseminadas, multiformes, anómalas, desordenadas,

infantiles.

## Obra
Algunos de sus libros fueron traducidos al inglés, francés, alemán, italiano, holandés, sueco y ruso.
Prosa
- Γκαμήλες και άλλα διηγήματα, (Camellos y otras historias cortas), 1939.
- Ταπεινή ζωή (Vida humilde), relatos cortos, 1944.
- Διηγήματα (Historias cortas), 1970.
- Κλειστές πόρτες (Puertas cerradas), novela corta; Primera ed. 1964; Segunda ed. 2008; ISBN 978-0-9773769-8-8.
- Ο αφέντης Μπατίστας και τ' άλλα (Afentis Batistas y las otras cosas), novela; Primera ed. 1980; Segunda ed. 2008; ISBN 978-0-9773769-6-4.

Poesía
- Με μέτρο και χωρίς μέτρο (Con y sin métrica), 1934.
- Minima, 1946.
- Τα τραγούδια της ταπεινής ζωής (Las canciones de una vida humilde), 1954.
- Στιγμές (Momentos), 1958.
- Συμπλήρωμα των Στιγμών (Addenda a Momentos), 1960.
- Ποίηση του Κώστα Μόντη (Poesía de Costas Montis), 1962.
- Γράμμα στη μητέρα και άλλοι στίχοι (Carta a la madre y otros versos), 1965.
- Αγνώστω ανθρώπω (Al desconocido), 1968.
- Εξ ιμερτής Κύπρου (Para mi amado Chipre), 1969.
- Εν Λευκωσία τη… (En Nicosia), 1970.
- Δεύτερο γράμμα στη μητέρα (Segunda carta a la madre), 1972.
- Και τότ' εν ειναλίη Κύπρω… (Y entonces en Chipre bañado por el mar...), 1974.
- Πικραινόμενος εν εαυτώ (Afligiéndome por dentro), 1975.
- Κύπρος εν Αυλίδι (Chipe en Aulis), 1976.
- Ποιήματα για μικρά και μεγάλα παιδιά (Poemas para niños jóvenes y viejos), 1976.
- Επιλογή από τις Στιγμές (Selección de momentos), 1978.
- Στη γλώσσα που πρωτομίλησα (En el primer lenguaje que hablé), 1980.
- Κύπρια ειδώλια (Figuras de Chipre), 1980.
- Μετά φόβου ανθρώπου… (Con el miedo del hombre), 1982.
- Αντίμαχα (Luchando contra), 1983.
- Ως εν κατακλείδι (En conclusión), 1984.
- Επὶ σφαγήν (Al matadero), 1985.
- Υπό σκιάν (En la sombra), 1987.
- Τώρα που διαβάζω καλύτερα (Ahora que puedo leer mejor), 1988.
- Του στίχου τα μηνύματα (Los mensajes del verso), 1991.
- Αφήστε τον στίχο να σας πάρη απ' το χέρι (Deja que el verso tome tu mano), 1993.
- Κώστας Μόντης: Μικρή ανθολόγηση από την ποίησή του (Costas Montis: una pequeña selección de su poesía), 2003.

Obras de teatro
- Απαγορεύεται η είσοδος στο άγχος (Entrada a la tensión prohibida), 1973.

Traducciones hechas por Montis
- Aristófanes - Lisístrata (traducida al chipriota, 1972)
- Aristófanes - Las asambleístas (traducida al chipriota, 1988)

Antologías realizadas por Montis
- Ανθολογία Κυπριακής Ποιήσεως (Απ' τ' αρχαία χρόνια ως σήμερα) [Antología de la poesía de Chipre, desde la Antigüedad hasta el presente], junto a Andreas Christofides, 1965; Segunda ed. 1973)
- Ανθολογία νέων Κυπρίων ποιητών (Antología de poetas jóvenes de Chipre), 1969.
- Κυπριακά Δημοτικά Τραγούδια (Canciones folklóricas de Chipre), 1971

Obras completas
- Άπαντα (Obras completas), 1987.
- Άπαντα: Συμπλήρωμα (Obras completas: Addenda 1), 1988.
- Άπαντα: Συμπλήρωμα Β (Obras completas: Addenda 2), 1991.
- Άπαντα: Συμπλήρωμα Γ (Obras completas: Addenda 3), 1993.
- Άπαντα: Συμπλήρωμα Δ (Obras completas: Addenda 4), 1997.
- Άπαντα: Συμπλήρωμα Ε (Obras completas: Addenda 5), 1999.
- Άπαντα: Συμπλήρωμα Ζ (Obras completas: Addenda 6), 2001.
- Άπαντα: Συμπλήρωμα Στ (Obras completas: Addenda 7), 2002.